# Mark Seibert (Musiker)
Mark Seibert ist ein US-amerikanischer Musiker, Komponist und Produzent. Er komponierte die Musik mehrerer Computerspiele der Firma Sierra Entertainment.

## Werke

### Computerspiel-Kompositionen
- Police Quest II: The Vengeance (1988)
- Hero's Quest: So You Want to Be a Hero (1989)
- Codename: Iceman (1989)
- King’s Quest V: Absence Makes the Heart Go Yonder! (1990)
- Conquests of Camelot: King Arthur, Quest for the Grail (1991)
- Mixed Up Mother Goose (erweiterte CD-ROM-Version) (1992) (mit Amenda-Lombardo und Ken Allen)
- King’s Quest VI: Heir Today, Gone Tomorrow (1992) (komponierte und produzierte "Girl in the Tower", ein Remix eines Stücks des Vorgängers, bei dem er Komponist war.)
- Conquests of the Longbow: The Adventures of Robin Hood (1993) (auch Music Director)
- Phantasmagoria (1995) (auch Produzent)
- Leisure Suit Larry: Love for Sail! (1996) (also Producer and Sound Effects)[1]

### Alben
- Ein wenig Farbe (2024, Sound of Music)